# Leonidas Alaoglu
Leonidas Alaoglu (Red Deer, 19 de março de 1914 — agosto de 1981) foi um matemático canadense-estadunidense.
Conhecido pelo teorema de Banach–Alaoglu sobre a compacidade fraca da esfera unitária fechada no dual de um espaço normado.

## Vida e obra
Alaoglu nasceu em Red Deer, filho de imigrantes gregos. Obteve o BS em 1936, o mestrado em 1937 e o Ph.D. em 1938 (com 24 anos de idade), todos na Universidade de Chicago. Sua tese, Weak topologies of normed linear spaces, foi orientada por Lawrence Murray Graves. Sua tese originou o teorema de Alaoglu, sendo o teorema de Bourbaki–Alaoglu uma generalização do mesmo por Nicolas Bourbaki para topologia dual.
Após alguns anos lecionando na Universidade Estadual da Pensilvânia, Universidade Harvard e Universidade de Purdue, em 1944 tornou-se investigador operacional da Força Aérea dos Estados Unidos. Neste cargo, de 1953 a 1981, trabalhou como cientista sênior na Lockheed Corporation em Burbank (Califórnia). Neste último período escreveu numerosos relatórios, alguns deles classificados como informação confidencial.
Durante os anos na Lockheed participou ativamente de seminários e outras atividades matemáticas no Instituto de Tecnologia da Califórnia, Universidade da Califórnia em Los Angeles e na Universidade do Sul da Califórnia. Após sua morte em 1981 uma Leonidas Alaoglu Memorial Lecture Series ocorreu no Instituto de Tecnologia da Califórnia. Dentre os participantes estavam Paul Erdős, Irving Kaplansky, Paul Halmos e William Hugh Woodin .

## Publicações
- Alaoglu, Leonidas (tese de mestrado, U. of Chicago, 1937). "The asymptotic Waring problem for fifth and sixth powers" (24 pages). Advisor: Leonard Eugene Dickson
- Alaoglu, Leonidas (tese de doutorado, U. of Chicago, 1938). "Weak topologies of normed linear spaces"  Advisor: Lawrence Graves
- Alaoglu, Leonidas (1940). «Weak topologies of normed linear spaces». Annals of Mathematics. 41 (2): 252–267. JSTOR 1968829. MR 0001455. doi:10.2307/1968829
- Alaoglu, Leonidas; J. H. Giese (1946). «Uniform isohedral tori». American Mathematical Monthly. 53 (1): 14–17. JSTOR 2306079. MR 0014230. doi:10.2307/2306079
- Alaoglu, Leonidas; Paul Erdős (1944). «On highly composite and similar numbers» (PDF). Transactions of the American Mathematical Society. 56 (3): 448–469. JSTOR 1990319. MR 0011087. doi:10.2307/1990319
- Alaoglu, Leonidas; Paul Erdős (1944). «A conjecture in elementary number theory». Bulletin of the American Mathematical Society. 50 (12): 881–882. MR 0011086. doi:10.1090/S0002-9904-1944-08257-8
- Alaoglu, Leonidas; Garrett Birkhoff (1940). «General ergodic theorems». Annals of Mathematics. 41 (2): 252–267. JSTOR 1969004. MR 0002026. PMC 1077986. PMID 16588311. doi:10.2307/1969004